# Proisotoma vetusta
Proisotoma vetusta är en urinsektsart som först beskrevs av Folson 1937.  Proisotoma vetusta ingår i släktet Proisotoma och familjen Isotomidae. Inga underarter finns listade i Catalogue of Life.